# Vercourt
Vercourt is een gemeente in het Franse departement Somme (regio Hauts-de-France) en telt 113 inwoners (2009). De plaats maakt deel uit van het arrondissement Abbeville.

## Geografie
De oppervlakte van Vercourt bedraagt 4,6 km², de bevolkingsdichtheid is dus 24,6 inwoners per km².
De onderstaande kaart toont de ligging van Vercourt met de belangrijkste infrastructuur en aangrenzende gemeenten.

## Demografie
Onderstaande figuur toont het verloop van het inwonertal (bron: INSEE-tellingen).

## Externe links

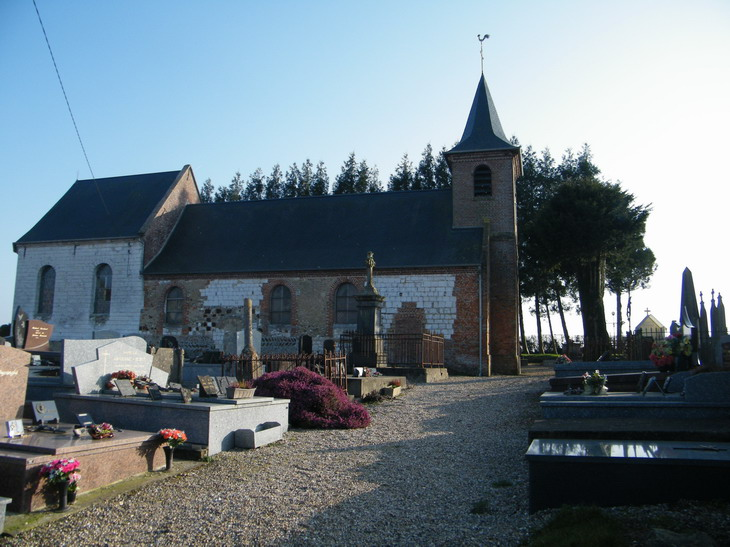
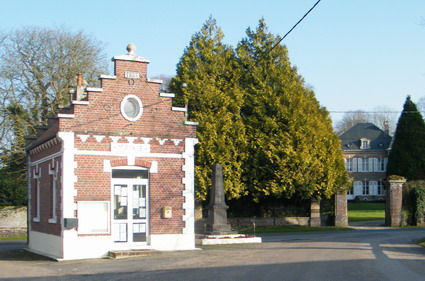